# امستنراد
امستنراد (به هلندی: Amstenrade) یک روستا در هلند است که در اسخینن واقع شده‌است.

## خصوصیات
امستنراد ۱٬۷۸۰ نفر جمعیت دارد.